# فرودگاه پاتریوت هیلز
 فرودگاه پاتریوت هیلز (به انگلیسی: Patriot Hills) یک فرودگاه با کد یاتا none است که یک باند فرود یخ دارد و طول باند آن ۱۰۰۰ × ۵۰ متر است. این فرودگاه در کشور جنوبگان قرار دارد و در ارتفاع ۸۸۴ متری از سطح دریا واقع شده است.